# Ноэль Лесли, графиня Ротес
Люси Ноэль Марта Лесли, графиня Ротес (англ. Lucy Noël Martha Leslie, Countess of Rothes; 25 декабря 1878 — 12 сентября 1956) — шотландская графиня, супруга Нормана Лесли, 19-го графа Ротес, за которого она вышла замуж 19 апреля 1900 года. Являлась одной из выживших пассажиров затонувшего лайнера «Титаник».

## Биография
Люси родилась в особняке своих родителей в Кенсингтоне, Лондон, на Рождество 1878 года и была единственным ребенком Томаса и Клементины Дайер-Эдвардс. Она выросла в резиденции своих родителей, Принкнэш-парке в Глостершире и Шато де Ретиваль в Нормандии, а также в таунхаусе в Кенсингтоне, Лондон.
19 апреля 1900 года Ноэль Дайер-Эдвардс вышла замуж за Нормана Лесли, 19-го графа Ротеса в день первоцвета, в Сент-Мэри-Эбботс в Кенсингтоне, Лондон.
У лорда и леди Ротес было двое детей:
- Малколм Лесли (позднее 20-й граф Ротес) (1902—1975), 17 июля 1926 года женился на Берил Виолет Дагдейл, дочери капитана Джеймса Лионела Дагдейла и Мод Виолет Вудрофф.
- Джон Уэйленд Лесли (1909—1991).

Семья Лесли жила в Англии до 1904 года, позже они вступили во владение 10 000-акровым семейным поместьем в Шотландии, Лесли-Хаус в Лесли, Файф. Хотя супруги держали дома в Англии, включая таунхаус в Челси, Лондон, большую часть года они жили в своем шотландском поместье. Граф и графиня разделяли широкий спектр спортивных интересов, от охоты до крикета, и были активны в обществе, посещая королевские и другие общественные мероприятия. Они часто упоминались в ежедневной прессе.
В 1916 году граф был ранен в бою во Франции во время Первой Мировой Войны и выздоровел в госпитале Коултера в Лондоне. В 1918 году ему было присвоено звание полковника.

## Филантропия, общество и политика
Ноэль занималась благотворительной деятельностью в Англии и Шотландии. Одним из ее первых проектов была помощь в организации Королевского каледонского бала, который ежегодно приносил пользу королевским каледонским школам. Графиня также в течение нескольких лет активно занималась сбором средств для школы королевы Виктории, Мемориальной больницы Рэндольфа Уэмисса и Женской больницы Челси.
Кроме того, она работала в комитетах по организации и сбору средств для таких учреждений, как стипендия принцессы Марии в колледже Седарс для слепых учениц, базар YMCA, детская Гильдия, Фонд Дептфорда и Ассоциация сельских клубов. Она также помогала герцогине Сазерленд в планировании костюмированных балов и вечеринок в саду в помощь общежитиям, которые обеспечивали "здоровое молоко для бедных семей". К благотворительной деятельности Ноэль присоединились и другие ведущие деятели Лондонского общества, в том числе Леди Лондондерри, герцогиня Девонширская, герцогиня Мальборо и Леди Джулиет Дафф.
В 1911 году Ноэль начала сотрудничать с Красным Крестом, основав филиал в Лесли и предоставив ему три машины скорой помощи. Это привело к появлению более крупного корпуса скорой помощи, который назывался отрядом добровольной помощи графини Ротес. В том же году она сама прошла обучение на медсестру. Несмотря на свою напряженную работу в национальных благотворительных организациях, Ноэль по-прежнему была предана заботе о благополучии местных жителей. Наряду с проведением деревенских рождественских вечеринок в Лесли, она основала клуб для молодых девушек, работающих на Фолклендских фабриках, финансировала клинику в приходе Кингласси и планировала вечеринки для 2-го батальона легкой пехоты Хайленда.
Энергия и организаторские способности Ноэль обеспечили ей успех в благотворительности, а также ее популярность как хозяйки дома, ее красота и дружба с членами британской королевской семьи и аристократии, включая ее превосходительство принцессу Луизу и герцогиню Веллингтон. Она была исключительно искусной танцовщицей и актрисой-любителем, свои способности она демонстрировала на развлечениях, которые устраивала или организовывала для благотворительности. Среди них был конкурс 1910 года в Фолклендском Дворце, которым она не только руководила, но и участвовала; "Tally Ho!- Бал в следующем году в Эдинбургском Мюзик-Холле, где она танцевала кадриль, названную в ее честь; и вечеринка в саду коронации позже в 1911 году в Девоншир-хаусе, где она выступала в менуэте, открывавшем праздник.
Графиня была политически активна. Будучи консерватором, она поддерживала идею избирательного права женщин в качестве члена женской юнионистской Ассоциации, возглавляя местные отделения группы В Маркинче и Лесли. Она также выступала против социалистических инициатив и предложенной реформы ирландского самоуправления.
Возможно, ее лучшим достижением в служении другим было то, что она ухаживала за солдатами во время Первой Мировой Войны, сначала в Лесли-Хаусе, крыло которого она превратила в госпиталь для военнослужащих, получивших инвалидность, а затем в госпитале Коултера в Лондоне. Там она ухаживала за собственным мужем после того, как он был ранен в бою в 1916 году. Она находила такую работу подходящей для себя и оставалась там в течение двух лет. Во время своего пребывания в госпитале Коултера Ноэль помогала устраивать в 1918 году праздник Херлингема, ярмарку и спортивные состязания, которые приносили пользу раненым солдатам.

## Гибель Титаника
Люси известна тем, что пережила катастрофу Титаника. Она села на борт корабля в Саутгемптоне вместе со своими родителями, золовкой Глэдис Черри и горничной Робертой Майони. Её родители высадились в Шербуре, а она вместе с золовкой и горничной отправилась в Нью-Йорк. Хотя они занимали каюту С37, потом им предоставили просторный люкс С77 (но в интервью американской прессе, она сказала что занимала с золовкой каюту B77). Перед тем как Титаник покинул Саутгемптон, Ноэль дала интервью лондонскому корреспонденту «Нью-Йорк Геральд», в котором объяснила, что едет в США к своему мужу. Она призналась, что они заинтересованы в покупке апельсиновой рощи на западном побережье. На вопрос журналиста, как она относится к тому, чтобы покинуть лондонское светское общество ради калифорнийской фруктовой фермы, Ноэль ответила: Я полна радостных ожиданий.
Женщины находились в своих постелях, когда в 23:40 14 апреля Титаник столкнулся с айсбергом. Разбуженные грохотом, они поднялись на палубу, чтобы узнать, в чем дело. Капитан Э. Дж.Смит приказал им вернуться в каюту и надеть спасательные жилеты.
Графиня с золовкой и горничной спаслись в шлюпке № 8, которая была спущена примерно в час ночи, более чем через час после столкновения. Лодка была спущена на воду одновременно со спасательной шлюпкой № 6, но достигла воды первой, сделав ее первой спасательной шлюпкой на плаву по левому борту судна. Матрос Томас Уильям Джонс, который в ту ночь командовал этой шлюпкой, позднее сделал ей комплимент по поводу её способности великолепно грести вёслами. Позже он посадил её у руля шлюпки. Но всё же однажды он обмолвился, что графиня много говорила. Она взялась за румпель и управляла им больше часа, прежде чем попросить свою золовку, Глэдис взять управление на себя. Сама она принялась успокаивать молодую испанку, Марию Хосефа Пеньяско-и-Кастеллана, чей муж погиб во время крушения. Так она и провела всю ночь на шлюпке, гребя веслами и поднимая боевой дух женщин. Утром следующего дня они увидели Карпатию, тут же раздались радостные возгласы, и несколько человек в лодке запели гимн Филиппа Блисса:  «Pull for the Shore». После этого Ноэль запела гимн «Lead, Kindly Light»: Lead, kindly light, amid the encircling gloom/Lead thou me on!/The night is dark, and I'm far from home/Lead thou me on!(Веди, добрый свет, посреди окружающего мрака / Веди меня вперед!/ Ночь темна, и я так далеко от дома / Веди меня дальше!).
На Карпатии Люси помогала женщинам и детям, находившихся на борту третьего класса. В одной из статей лондонской газеты «Daily Sketch» говорилось: Ее Светлость помогала шить одежду для младенцев и стала известна среди экипажа как отважная маленькая графиня.. Ноэль не приветствовала огласку, объявившую ее героиней, настаивая на том, что именно хладнокровное руководство моряка Джонса и совместная помощь ее золовки и других пассажиров лодки в тот вечер заслуживали похвалы. В знак своего уважения она подарила Джонсу серебряные карманные часы с надписью; точно такие же она подарила стюарду Альфреду Кроуфорду в знак признательности за его помощь на веслах, которыми он упорно греб в течение пяти часов. На «Карпатии» Джонс снял латунную табличку со шлюпки № 8 и отправил графине в знак своего уважения к ней. Люси же каждое Рождество посылала Джонсу поздравительные открытки, они переписывались до самой ее смерти. Табличка со шлюпки № 8 теперь принадлежит внуку графини, Аластеру Лесли. Семья также повторно приобрела часы Джонса, когда они были проданы на аукционе его семьей после его смерти.
В 1918 году на выставке в лондонской галерее Графтон, посвященной Красному Кресту, была представлена пара жемчужин из 300-летнего фамильного ожерелья, которое Ноэль носила, когда спасалась с Титаника.
После того, как в марте 1927 года умер её муж, Люси вышла замуж за Клода Макфи. Титул графини она сохранила. Детей у супружеской четы не было. В последние годы жизни Ноэль дала интервью писателю, Уолтеру Лорду для его книги "Последняя ночь Титаника", которая поведала ее историю новому поколению в 1955 году.
Графиня умерла в Хоуве, Сассекс, 12 сентября 1956 года после перенесённого ранее сердечного приступа. Она была похоронена рядом со своим первым мужем в склепе Лесли в Церкви Христа на Зеленом кладбище в Лесли, Файф. В ее честь на западной стене алтаря церкви Святой Марии в Фэрфорде была установлена мемориальная доска. Она гласит: Здесь покоится Ноэль, вдова 19-го графа Ротеса и любимая жена полковника Клода Макфи Д. С. О. из фэйр-корта, Фэрфорд, 12 сентября 1956 год. Святость - это бесконечное сострадание к другим людям. Величие состоит в том, чтобы принимать испытания судьбы и преодолевать их. Счастье - это великая любовь и служение.

## В массовой культуре
Ноэль была изображена в телевизионном фильме 1979 года Спасите «Титаник» актрисой Кейт Говард; в фильме Джеймса Камерона «Титаник» 1997 года актрисой Рошель Роуз; и в мини-сериале Джулиана Феллоуза «Титаник» 2012 года актрисой Пандорой Колин.
Она также упоминается в первом эпизоде британского телесериала «Аббатство Даунтон» (также спродюсированного Джулианом Феллоузом) как знакомая семьи Кроули, которая гостила у них незадолго до посадки на борт "Титаника".